# Řád usmíření Středoafrické republiky
Řád usmíření Středoafrické republiky (francouzsky Ordre de la Réconciliation de la République centrafricaine) je státní vyznamenání Středoafrické republiky založené roku 2019. Udílen je občanům republiky i cizím státním příslušníkům za přínos k usmíření a posílení míru.

## Historie
Řád založil prezident Faustin-Archange Touadéra zákonem č. 19 220 ze dne 28. ledna 2019 při příležitosti podepsání Dohody o míru a usmíření ve Středoafrické republice. Toto vyznamenání má být odměnou pro každého občana Středoafrické republiky či cizince, který přispěl k usmíření a upevnění míru.

## Třídy
Řád je udílen ve třech třídách:

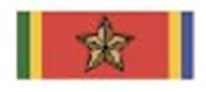
komtur
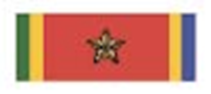
důstojník
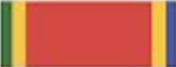
rytíř

- komtur
- důstojník
- rytíř

## Insignie
Řádový odznak má tvar zlaté osmicípé hvězdy s cípy složenými z různě dlouhých paprsků. Mezi těmito cípy jsou cípy ve tvaru čepele meče pokryté střídavě zeleným a bílým smaltem. Mezi oběma typy cípů jsou drobné modře smaltované trojúhelníky. Uprostřed je kulatý medailon. Uprostřed medailonu je na červeně smaltovaném pozadí zlatý motiv mapy Středoafrické republiky a potřásajících si rukou symbolizujících tak národní usmíření. Medailon je lemován bíle smaltovaným kruhem s nápisem ORDRE DE LA RÉCONCILIATION EN CENTRAFRIQUE • LËNGO SÖNGO NA BÊAFRIKA.
Stuha je červená na obou stranách lemována úzkým žlutým proužkem, na který vlevo navazuje zelený proužek a vpravo proužek modré barvy.